# Trinkbornschule
Die Trinkbornschule ist eine Grundschule in Rödermark-Ober-Roden. Ihr Schulbezirk umfasst die Rödermärker Stadtteile Messenhausen, Ober-Roden und Waldacker. Neben der Stammschule, deren altes Schulgebäude unter Denkmalschutz steht, gehört auch ein zweiter Schulstandort, die Zweigstelle „Breidert“, zu ihr. Die Trinkbornschule ist nach eigenen Angaben die größte Grundschule im Landkreis Offenbach.

## Geschichte
Die Trinkbornschule wurde im Jahr 1900 in der Trinkbrunnenstraße erbaut. Sie löste das 1886 an der Dieburger Straße errichtete Schulhaus (heute als Altes Rathaus bekannt) als Schulgebäude ab, welches schon nach wenigen Jahren zu klein für die Schülerschaft in Ober-Roden geworden war. Zum Zeitpunkt ihrer Eröffnung umfasste die Trinkbornschule sieben Klassenzimmer, ausgelegt für 420 Schüler.
1909 wurde das alte Schulgebäude nach Westen erweitert. Von 1954 bis 1956 folgte der Anbau eines neuen Erweiterungsbaus, der am 17. März 1956 eröffnet wurde.

## Gebäude
Das alte Schulgebäude weist eine vom Heimatgedanken geprägte Architektur auf. Kleinteiligkeit wird durch heimische Materialien und vielfältige Elemente erzielt: „Unterschiedliche Fensterformen mit Sandsteingewänden und Versprossung, Fachwerk, Krüppelwalm, verschachtelte Dachflächen mit Biberschwanzdeckung, Dachreiter nach traditionell-ländlichen Vorbildern.“

## Bildergalerie

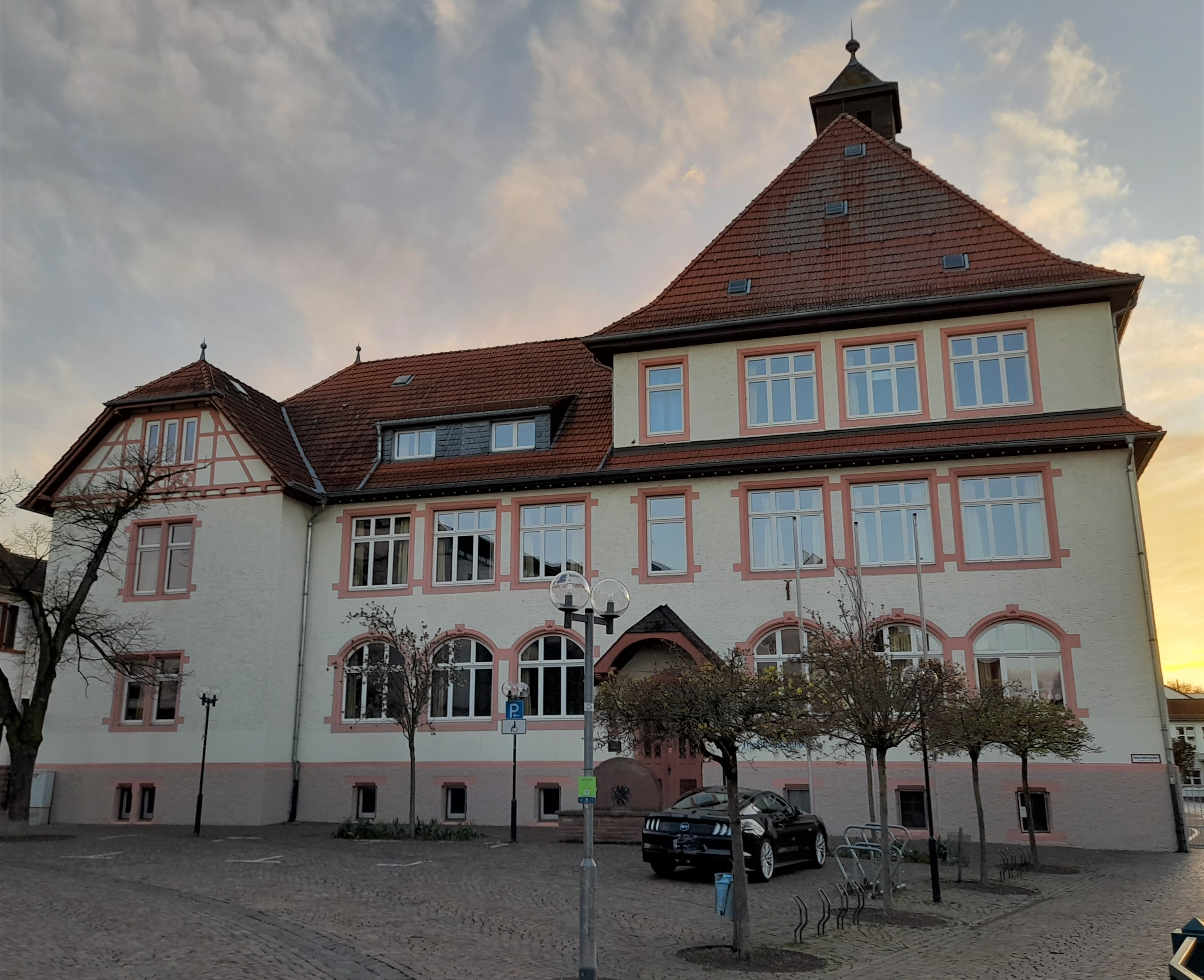
Das Hauptgebäude der Trinkbornschule von Osten betrachtet, erbaut im Jahr 1900
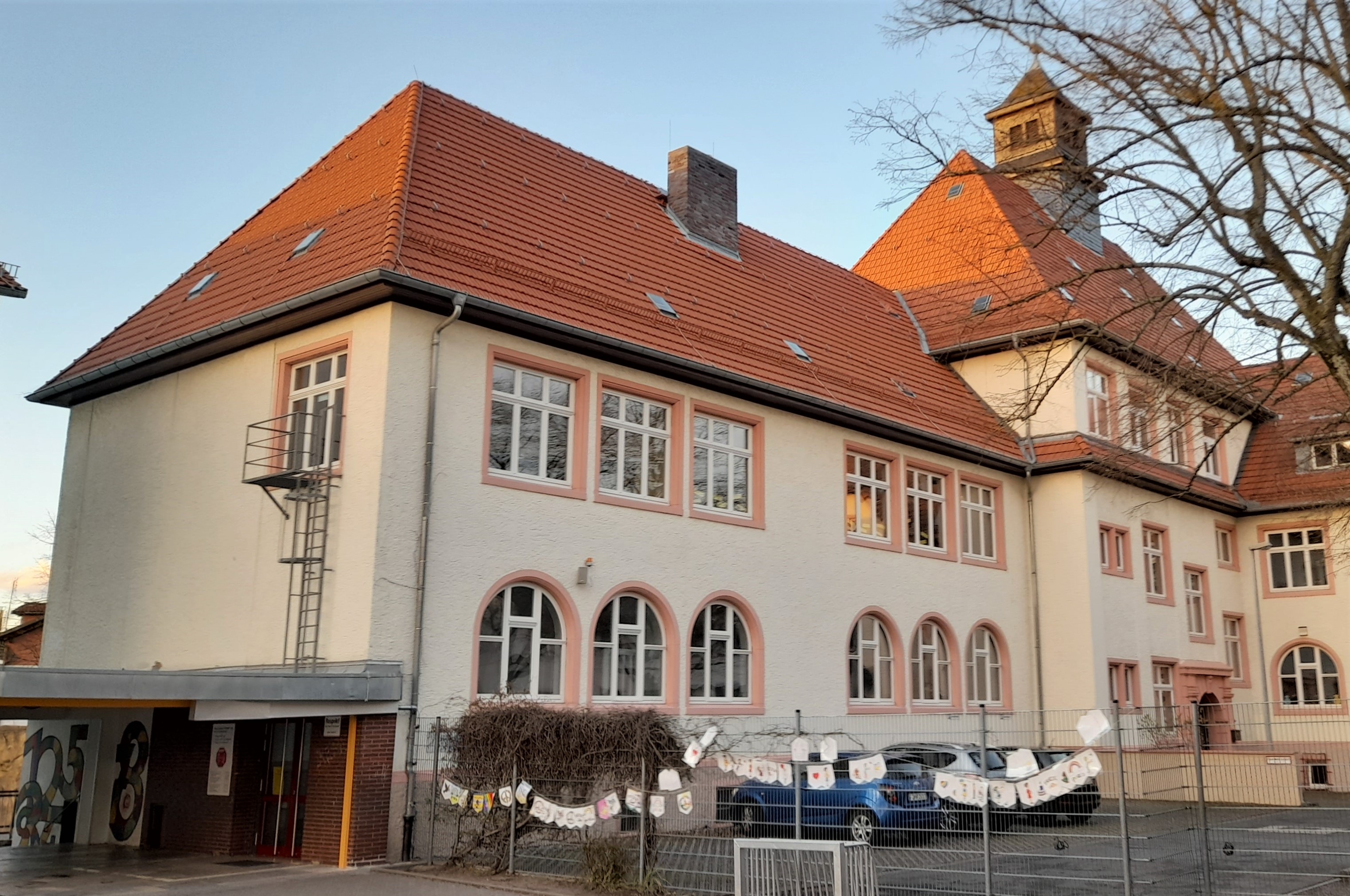
Südansicht des Hauptgebäudes/alten Schulgebäudes
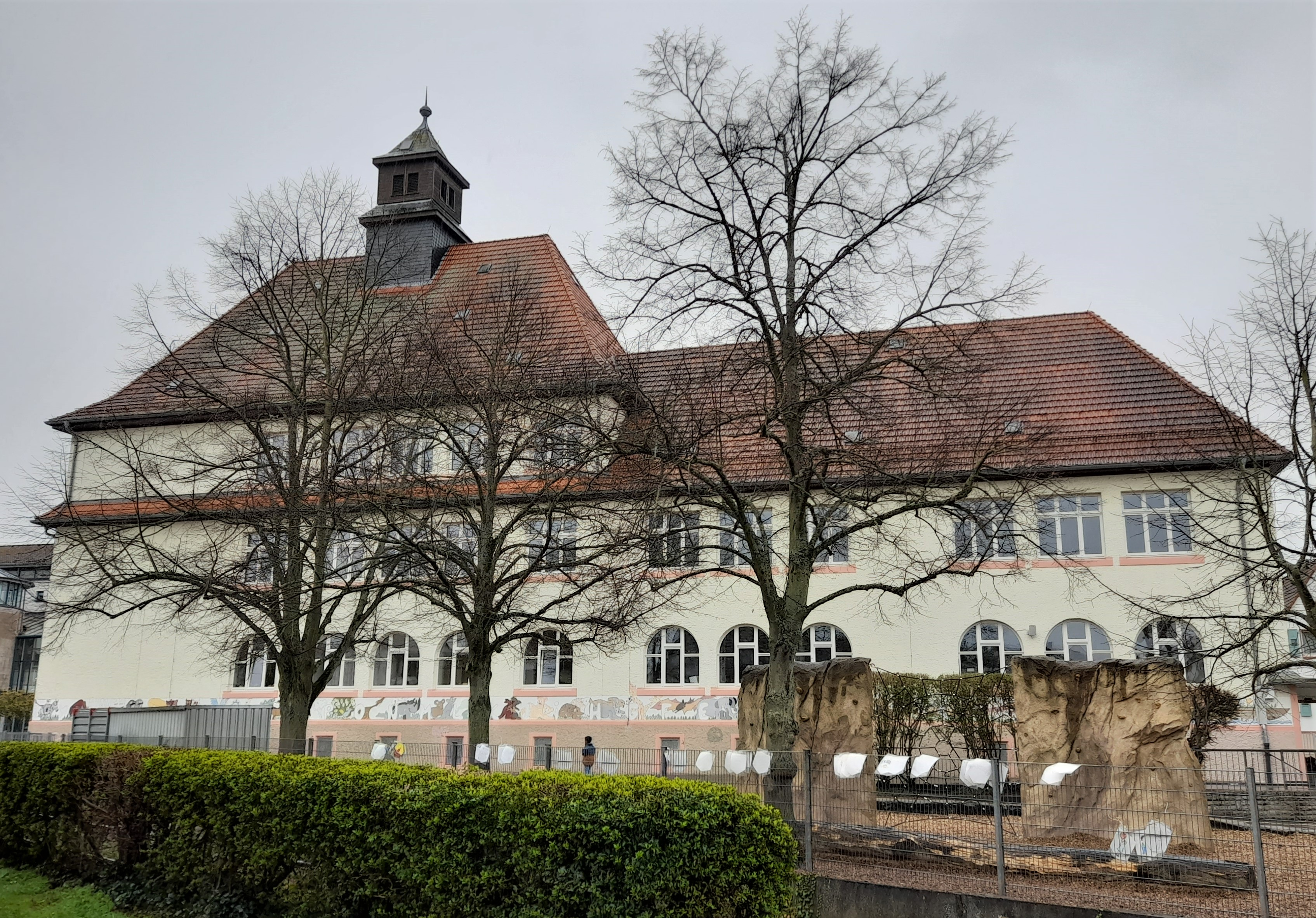
Nordansicht des alten Schulgebäudes
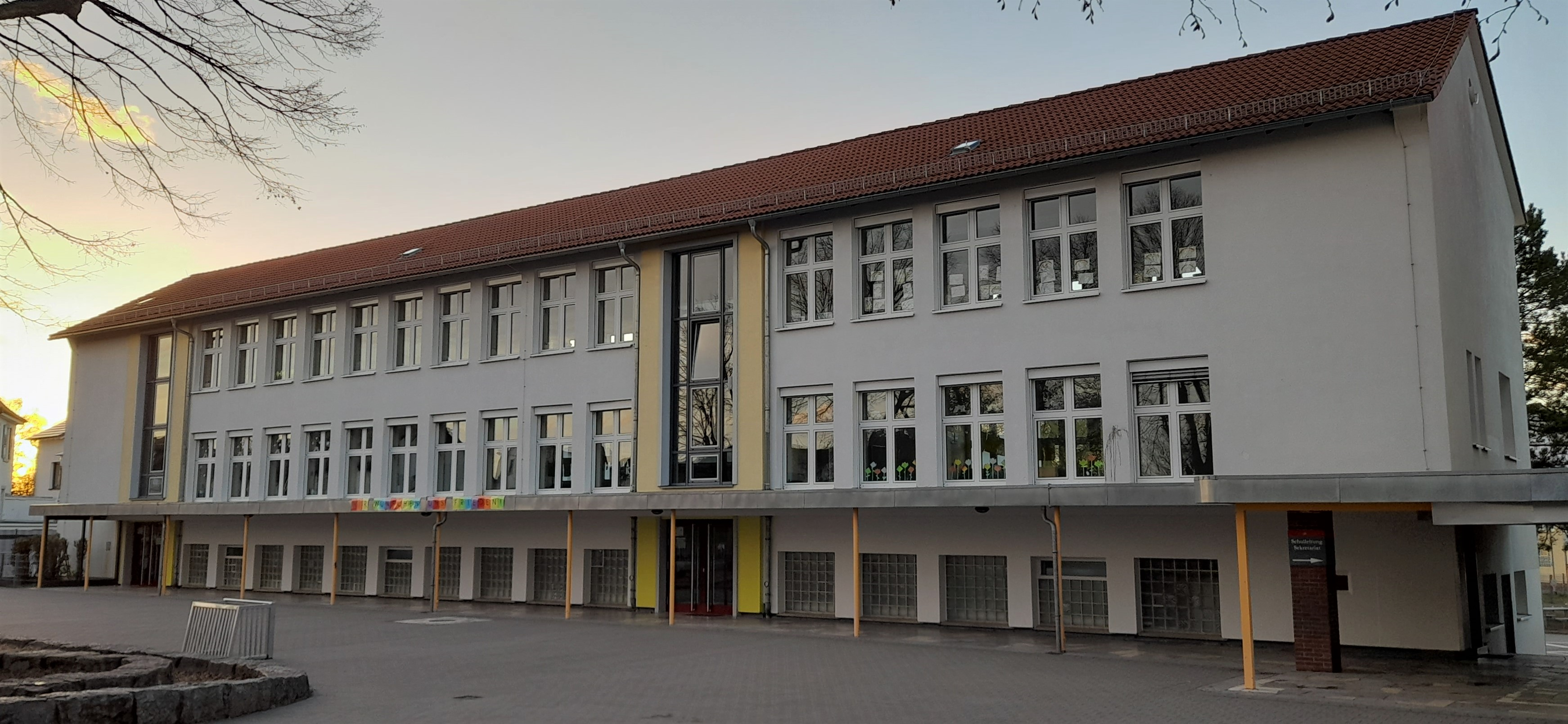
Westlicher Erweiterungsbau der Trinkbornschule, erbaut von 1954 bis 1956
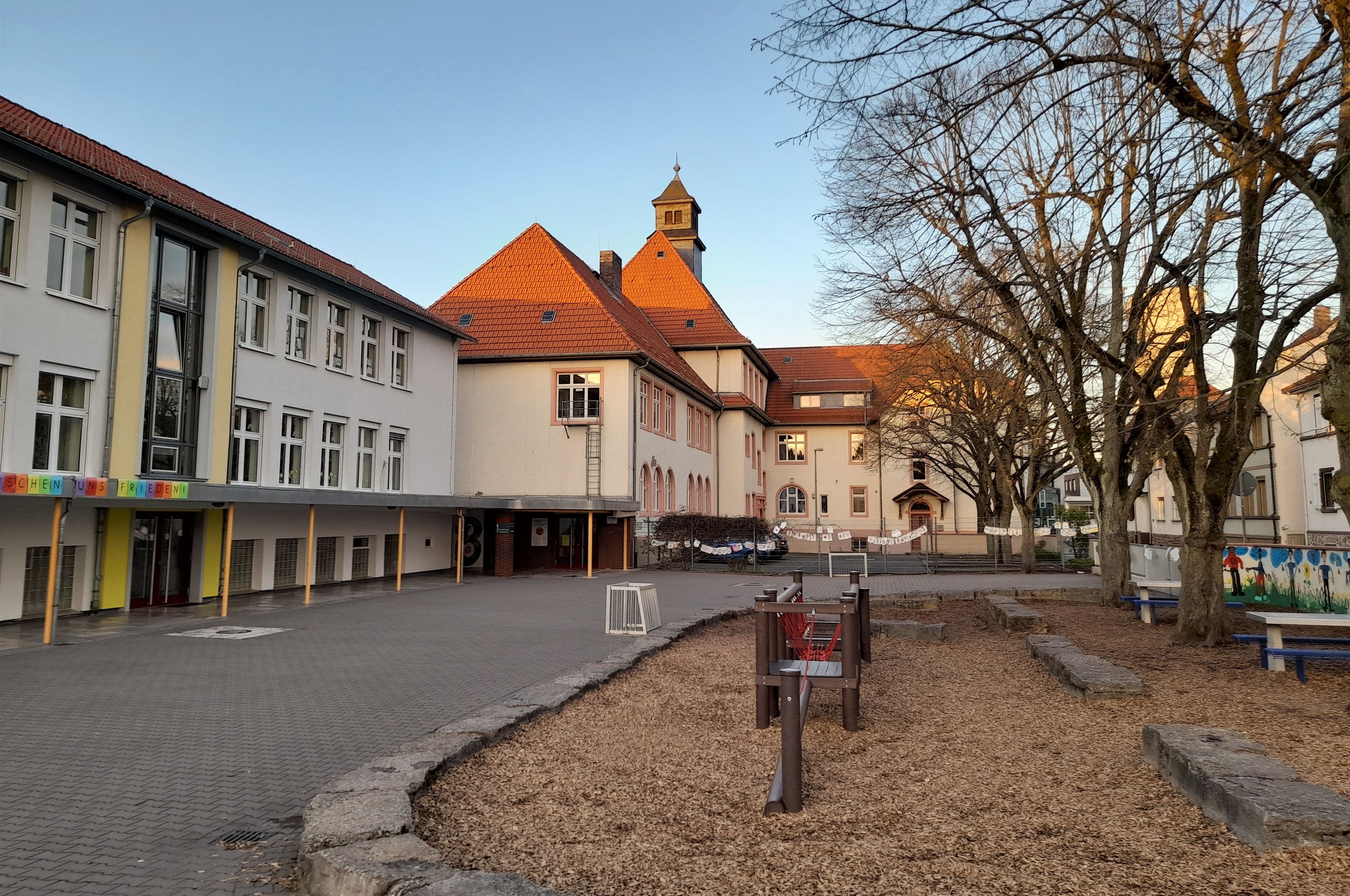
Vorderer Schulhof an der Trinkbrunnenstraße
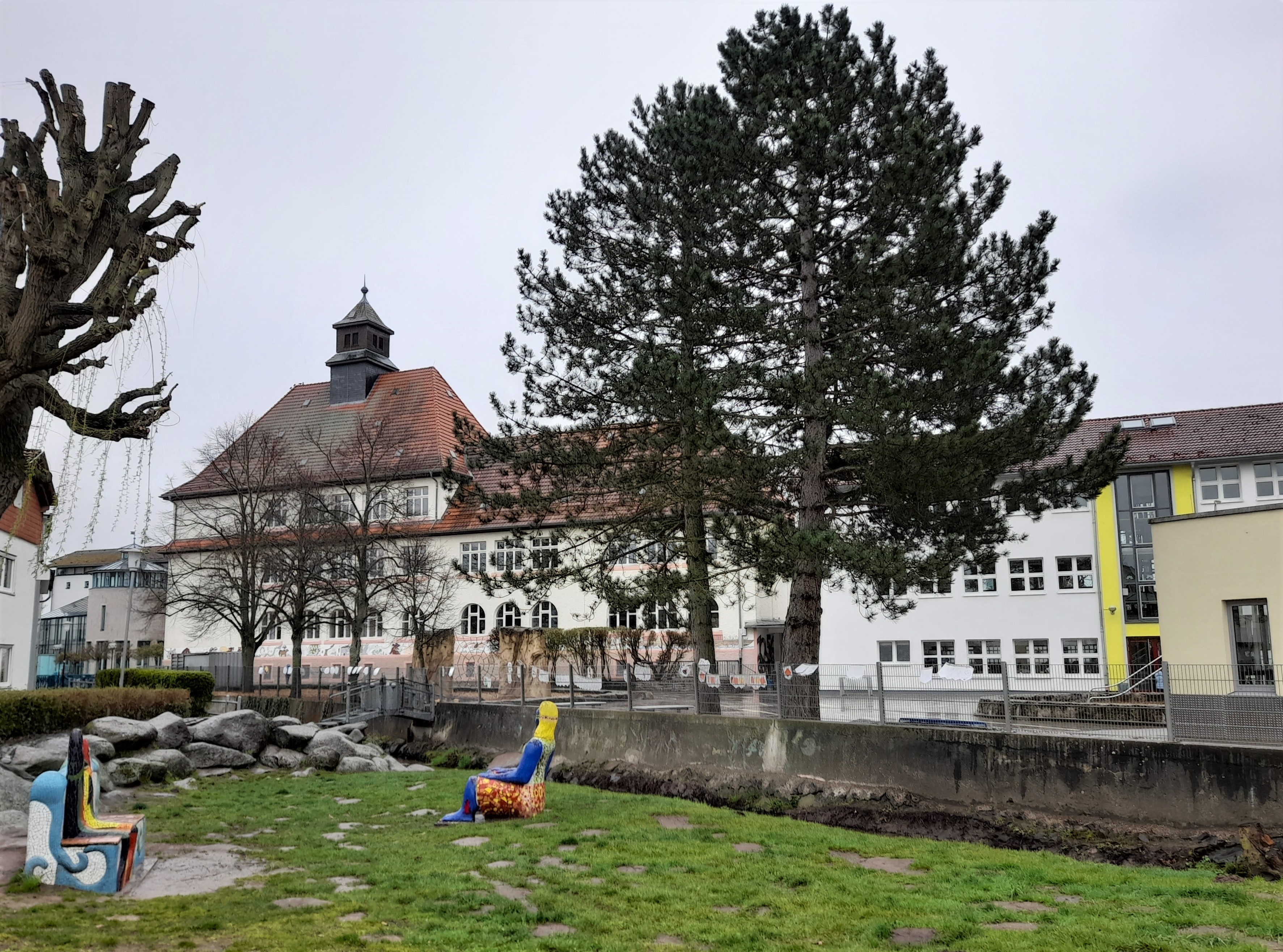
Spielwiese an der Rodau, über den hinteren Schulhof mit einer Metallbrücke verbunden